# العلاقات اليونانية النيبالية
العلاقات اليونانية النيبالية هي العلاقات الثنائية التي تجمع بين اليونان ونيبال.

## مقارنة بين البلدين
هذه مقارنة عامة ومرجعية للدولتين:
| وجه المقارنة                                              | اليونان                                                                             | نيبال                             |
| --------------------------------------------------------- | ----------------------------------------------------------------------------------- | --------------------------------- |
| المساحة (كم2)                                             | 131.96 ألف                                                                          | 147.18 ألف                        |
| عدد السكان (نسمة)                                         | 10.76 مليون                                                                         | 29.40 مليون                       |
| الكثافة السكانية (ن./كم²)                                 | 81.54                                                                               | 199.76                            |
| العاصمة                                                   | أثينا، نافبليو                                                                      | كاتماندو                          |
| اللغة الرسمية                                             | لغة يونانية، Demotic Greek ‏                                                         | اللغة النيبالية                   |
| العملة                                                    | يورو، دراخما، Phoenix (currency) ‏                                                   | روبية نيبالية                     |
| الناتج المحلي الإجمالي (بليون دولار)                      | 200.29 مليار                                                                        | 24.47 مليار                       |
| الناتج المحلي الإجمالي (تعادل القوة الشرائية) بليون دولار | 285.45 مليار                                                                        | 70.20 مليار                       |
| الناتج المحلي الإجمالي الاسمي للفرد دولار أمريكي          | 18.00 ألف                                                                           | 743                               |
| الناتج المحلي الإجمالي للفرد دولار أمريكي                 | 26.85 ألف                                                                           | 2.37 ألف                          |
| مؤشر التنمية البشرية                                      | 0.865                                                                               | 0.548                             |
| رمز المكالمات الدولي                                      | +30                                                                                 | +977                              |
| رمز الإنترنت                                              | .gr                                                                                 | .np                               |
| المنطقة الزمنية                                           | توقيت شرق أوروبا، ت ع م+02:00، ت ع م+03:00، توقيت شرق أوروبا الصيفي ‏، أوروبا/أثينا ‏ | UTC+05:45، التوقيت الموحد لنيبال ‏ |

## منظمات دولية مشتركة
يشترك البلدان في عضوية مجموعة من المنظمات الدولية، منها:
| علم المنظمة | اسم المنظمة                               | تاريخ انضمام اليونان | تاريخ انضمام نيبال |
| ----------- | ----------------------------------------- | -------------------- | ------------------ |
|             | مؤسسة التنمية الدولية                     | 9 يناير 1962         | 6 مارس 1963        |
|             | يونسكو                                    | 4 نوفمبر 1946        | 1 مايو 1953        |
|             | مؤسسة التمويل الدولية                     | 26 سبتمبر 1957       | 7 يناير 1966       |
|             | منظمة حظر الأسلحة الكيميائية              | ?                    | ?                  |
|             | الأمم المتحدة                             | 25 أكتوبر 1945       | 14 ديسمبر 1955     |
|             | منظمة الشرطة الجنائية الدولية             | ?                    | ?                  |
|             | البنك الدولي للإنشاء والتعمير             | 27 ديسمبر 1945       | 6 سبتمبر 1961      |
|             | الاتحاد البريدي العالمي                   | ?                    | ?                  |
|             | المركز الدولي لتسوية المنازعات الاستشارية | 21 مايو 1969         | 6 فبراير 1969      |
|             | وكالة ضمان الاستثمار متعدد الأطراف        | 30 أغسطس 1993        | 9 فبراير 1994      |
|             | منظمة التجارة العالمية                    | 1995                 | ?                  |
|             | الفريق المعني برصد الأرض                  | ?                    | ?                  |

## وصلات خارجية
- موقع وزارة الخارجية اليونانية
- موقع وزارة الخارجية النيبالية